# All or Nothing (Album)
All or Nothing ist das zehnte Studioalbum der US-amerikanischen Punkband Pennywise. Es erschien am 1. Mai 2012 bei Epitaph und ist das erste nach vier Jahren Pause, die längste der Band zwischen zwei Alben.

## Entstehung und Stil
Das Album wurde von Oktober 2011 bis Januar 2012 mit Cameron Webb in Santa Ana in Kalifornien aufgenommen. Erstmals ist der neue Sänger Zoltán Téglás zu hören, der auch bei Ignite tätig ist. Er ersetzte Jim Lindberg. Das Album erschien im Gegensatz zum Vorgänger, der in den USA auf MySpace und nur in Europa bei Epitaph veröffentlicht worden war, nun wieder weltweit auf Epitaph. Labelchef und Bad-Religion-Gitarrist Brett Gurewitz zeigte sich von der Veröffentlichung angetan. Sie habe ihn inspiriert, ein schnelles Bad-Religion-Album wie No Control zu schreiben.

„Für mich hat es sich so angefühlt, als wären wir während der Songwritingphase zu unseren Wurzeln zurückgekehrt - das heißt, es gab viele hitzige Diskussionen untereinander. So sind früher unsere besten Platten entstanden – wenn wir uns gegenseitig angeschrien haben und dabei manchmal sogar Dinge zu Bruch gegangen sind.“

Er bezeichnete das Album als „eine laute, harte, schnelle und aggressive Punkrockscheibe, also das, was wir am besten können.“

## Rezeption
Das Album wurde im Magazin Rock Hard zum Album des Monats gekürt. Rezensent Buffo sah insbesondere Revolution und Let Us Hear Your Voice von Bad Religion inspiriert. „Da auch der Rest der Songs prima ins Ohr geht und Zolis Stimme unterm Strich gut zur Mucke passt, kann man „All Or Nothing“ getrost als bestes Pennywise-Album seit About Time aus dem Jahre 1995 bezeichnen.“
Peter Ehmann von undergrounded.de bewertet das Album mit 8 von 10 Punkten und meint: „Pennywise vollbringen nach einem Sängerwechsel das, was bei vielen Bands schon in die Hose gegangen ist. Sie halten nicht nur ihr Niveau, sie steigern es sogar.“

## Titelliste
1. „All or Nothing“ – 2:29
2. „Waste Another Day“ – 2:22
3. „Revolution“ – 3:25
4. „Stand Strong“ – 3:10
5. „Let Us Hear Your Voice“ – 3:43
6. „Seeing Red“ – 2:54
7. „Songs of Sorrow“ – 3:35
8. „X Generation“ – 3:15
9. „We Have It All“ – 2:59
10. „Tomorrow“ – 3:17
11. „All Along“ – 3:09
12. „United“ – 2:49
13. „We Are the Fallen“ – 3:17 (Bonustitel der Deluxe-Edition)
14. „Locked In“ – 2:23 (Bonustitel der Deluxe-Edition)